# Time-of-flightcamera

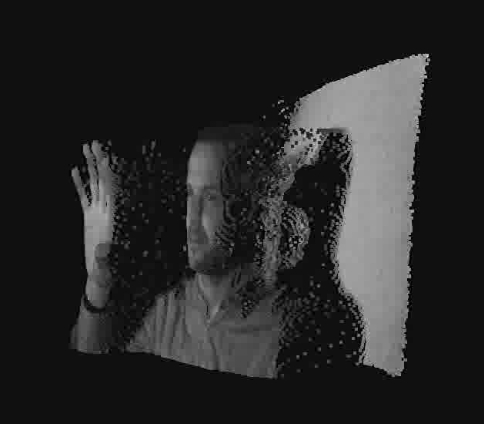
3D-beeld genomen met een time-of-flightcamera.

Een Time-of-flightcamera of ToF-camera is een camerasysteem dat naast lengte en breedte ook diepte in beeld waarneemt, welke wordt berekend door middel van de reistijd die licht gebruikt. Zo vormt de camera geen tweedimensionaal beeld maar een driedimensionaal beeld.

## Techniek
Er zijn verschillende technieken ontwikkeld voor Time-of-flightcamera’s. De meest eenvoudige techniek werkt met lichtflitsen. Een lichtbron gaat een zeer korte tijd aan om de scene te verlichten, objecten in de scene reflecteren dit licht. Het licht wordt opgevangen met een lens en een beeldsensor. Afhankelijk van het tijdsverschil tussen de lichtflits en de terugkomst van het licht wordt de afstand van het object gemeten.
Aangezien licht een snelheid heeft van circa 300.000.000 m/s, is de tijdsvertraging zeer klein. Bij een afstand van 5 m is de vertraging:
{\displaystyle \Delta t=2\times {\frac {d}{c}}=2\times {\frac {5\ \mathrm {m} }{3\times 10^{8}\ \mathrm {m/s} }}\approx 3,333\times 10^{-8}\ \mathrm {s} =33,33\ \mathrm {ns} }
waarin d = afstand en c = lichtsnelheid (= 3 x 108 m/s)
De duur van de lichtflits bepaalt de maximale reikwijdte van de camera. Bij een duur van 70 ns is een minimale afstand van een object vereist:
{\displaystyle A_{\mathrm {max} }=0,5\times c\times \Delta t_{\mathrm {lichtflits} }=0,5\times 3\times 10^{8}\ \mathrm {m/s} \times 70\times 10^{-9}\ \mathrm {ns} =10,5\ \mathrm {m} }
Dit betekent dat als een lichtbron 70 ns licht geeft, de minimale afstand van een object 10,5 m moet zijn. Het weerkaatste licht kan namelijk alleen maar worden geregistreerd wanneer de lichtbron uitstaat. Dit korte tijdsinterval laat zien dat een juiste lichtbron en sensor van essentieel belang zijn voor een goedwerkend systeem. Alleen met speciale led en laser is het mogelijk om zo’n korte lichtflits te verwezenlijken.
Met een lens wordt het weerkaatste licht opgevangen. Om omgevingslicht er uit te filteren neemt de lens alleen het licht op met dezelfde golflengte als de lichtbron. Het licht wordt vervolgens gestuurd naar een beeldsensor waar voor elk pixel de reistijd gemeten wordt. Om deze tijd te meten worden verschillende technieken toegepast. De beeldsensor is het hart van een Time-of-flightcamera. 

## Onderdelen
Een Time-of-flightcamera bestaat uit de volgende onderdelen:
- Lichtbron: Deze verlicht de scene. Omdat dit met een hoge frequentie aan en uit moet schakelen wordt vaak gebruikgemaakt van led en/of laser. Normaal is dit infrarood licht om het onzichtbaar voor het menselijk oog te maken.

- Lens: Een lens verzamelt het weerkaatsend licht en projecteert dit op de beeldsensor. Vaak filter de lens op golflengte om omgevingslicht eruit te halen.

- Beeldsensor: Het hart van de camera. Deze sensor meet bij elke voor elke pixel de tijd die het gereisd heeft.

- Stuurprogramma elektronica: Zowel de lichtunit als de beeldsensor moeten op hoge snelheid en afgestemd op elkaar werken. Nauwkeurigheid is hier van groot belang. Elke nanoseconde afwijking betekent een aantal millimeter verschil in afstand.

- Berekeningen interface: De afstand van elke pixel wordt berekend in de camera. Toch kan het handig zijn dat niet alleen het beeld naar een computer wordt verzonden maar ook de dieptewaarden om daar verder te rekenen.